# 亚硝酸
亞硝酸是一種弱的一元酸，化學式為HNO
2，僅在溶液、氣相和亞硝酸鹽中存在。亚硝酸用于从胺制备重氮盐，所得重氮盐是重氮偶联反应中的试剂，可得到偶氮染料。

## 結構
在氣相中，平面亞硝酸分子可以採用順式和反式兩種形式。反式在室溫下占主導地位，紅外光譜測量表明它更穩定，約2.3kJ/mol左右。

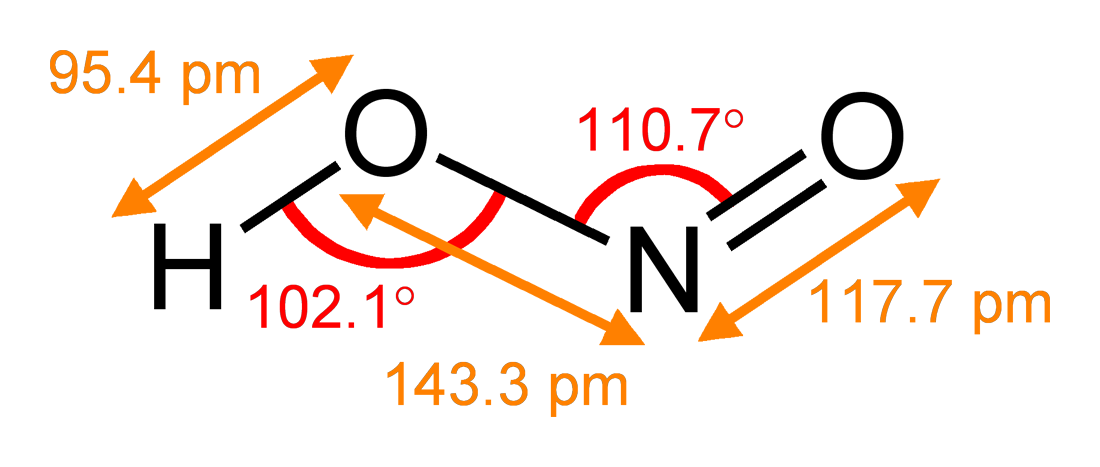
反式結構的尺寸
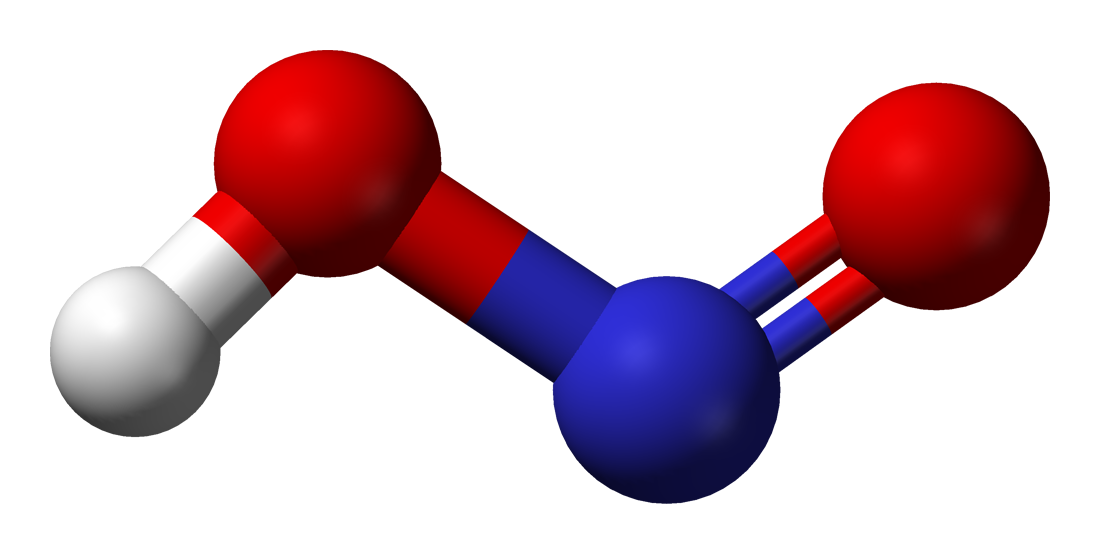
反式結構的模型
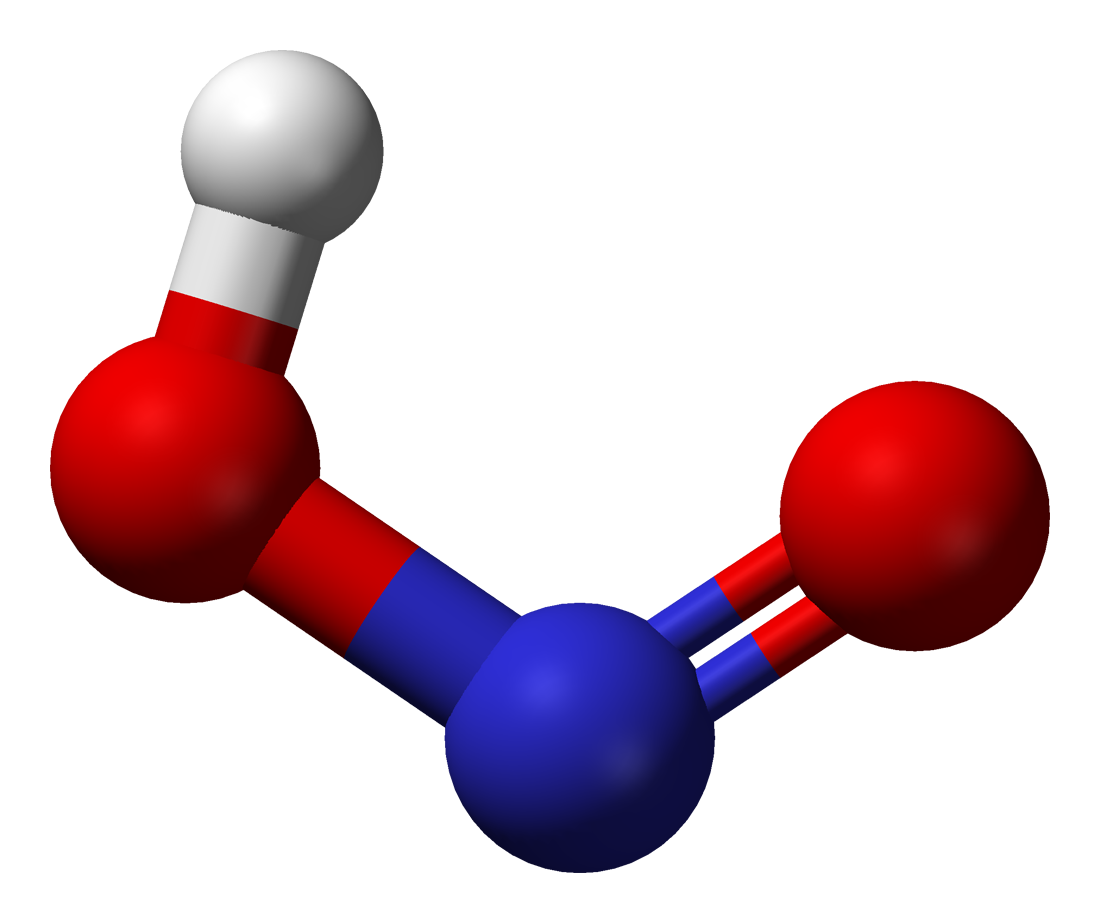
順式結構

## 製備
亞硝酸通常通過用無機酸酸化亞硝酸鈉水溶液製備。酸化通常在冰水溫度下進行：
NaNO2 + H+ = HNO2  +  Na+

## 反應
氣態亞硝酸會分解成二氧化氮、一氧化氮和水：
2 HNO2 = NO2 + NO + H2O
二氧化氮在水溶液中歧化為硝酸和亞硝酸：
2 NO2 + H2O = HNO3 + HNO2
在溫熱或濃縮溶液中，整個反應相當於生成硝酸、水和一氧化氮：
3 HNO2 = HNO3 + 2 NO + H2O

### 有機化學
亞硝酸能用於製備重氮鹽：
HNO2+ RNH2 + H+ = RN+
2 + 2 H2O
其中R是芳基基團。
這種鹽廣泛用於有機合成，例如用於桑德邁爾反應和製備偶氮染料，這种色彩鮮豔的化合物是苯胺定性測試的基礎。亞硝酸用於銷毀有毒和潛在爆炸性的疊氮化鈉。對大部分的用途，亞硝酸通常是通過無機酸對亞硝酸鈉的作用形成的：
2 NaN3 + 2 HNO2 = 3 N2 + 2 NO + 2 NaOH
亞硝酸與酮中的兩個α-氫原子反應產生肟，其可進一步氧化成羧酸，或還原成胺。該工藝用於己二酸的商業生產。亞硝酸與脂肪醇快速反應生成亞硝酸酯，它們是有效的血管擴張劑：
(CH3)2CHCH2CH2OH + HNO2 = (CH3)2CHCH2CH2ONO + H2O
稱為亞硝胺的致癌物質通常不是有意通過亞硝酸與二級胺反應產生的：
HNO2 + R2NH = R2N-NO + H2O

## 地球大氣
亞硝酸參與低層大氣（對流層）的臭氧收支。一氧化氮和水的非均相反應產生亞硝酸。當該反應發生在大氣氣溶膠表面時，產物很容易光解成羥基自由基。